# Jelena Trnić
Jelena Trnić est une joueuse de volley-ball serbe née le 29 août 1995. Elle mesure 1,92 m et joue au poste de centrale. Elle totalise 23 sélections en équipe de Serbie.

## Clubs
| Club         | De        | À         |
| ------------ | --------- | --------- |
| ŽOK Spartak  | 2010-2011 | 2012-2013 |
| Étoile Rouge | 2013-2014 | 2016-2017 |
| PTPS Piła    | 2017-2018 | 2017-2018 |
| ŽOK Spartak  | 2018-2019 | …         |

## Palmarès

### Équipe nationale
- Championnat d'Europe des moins de 20 ans
  - Finaliste : 2012.

### Clubs
- Championnat de Serbie
  - Finaliste : 2012, 2013, 2014.
- Coupe de Serbie
  - Vainqueur : 2014.
  - Finaliste : 2012.
- Supercoupe de Serbie
  - Finaliste : 2013, 2014.